# دانيال شيفر كيمب
دانيال شيفر كيمب (بالإنجليزية: Daniel S. Kemp) هو كيميائي ومؤلف أمريكي، ولد في 20 أكتوبر 1936 في بورتلاند في الولايات المتحدة.